# Даваш ли, даваш, Балканджи Йово
„Даваш ли, даваш, Балканджи Йово“ е българска народна песен.
Популярният днес текст е преработка на поета Пенчо Славейков въз основа на песента „Море, даваш, Никола“, записана и публикувана за първи път от Стефан Веркович през 1860 година в сборника „Народни песни на македонските българи“. Оригиналният текст на песента е предоставен от народната певица от Сярско Дафина и се е изпълнявал в селата Просеник и Ляхово. Някои съвременни автори и критици приемат историческата основа със съдържанието на текста и песента за мистификация.

## Други
На Балканджи Йово е наречена улица в квартал „Лагера“ в София (Карта).